# Щербакова Ніна Миколаївна
Ніна Миколаївна Щербакова (нар. 1937, тепер Російська Федерація) — радянська діячка, новатор виробництва, ткаля Московського бавовняного комбінату «Трьохгорна мануфакутура» імені Дзержинського. Член Центральної Ревізійної Комісії КПРС у 1986—1990 роках.

## Життєпис
У 1952—1953 роках — учениця школи фабрично-заводського навчання при Московському бавовняному комбінаті «Трьохгорна мануфакутура» імені Дзержинського.
З 1953 року — ткаля Московського бавовняного комбінату «Трьохгорна мануфакутура» імені Дзержинського.
Закінчила вечірню середню школу в Москві.
Член КПРС з 1964 року.
У 1988—1991 роках — член Центральної виборчої комісії СРСР з виборів народних депутатів СРСР.
Потім — на пенсії.

## Нагороди і звання
- ордени
- медалі
- Державна премія СРСР (1986)